# Sun Zhengcai

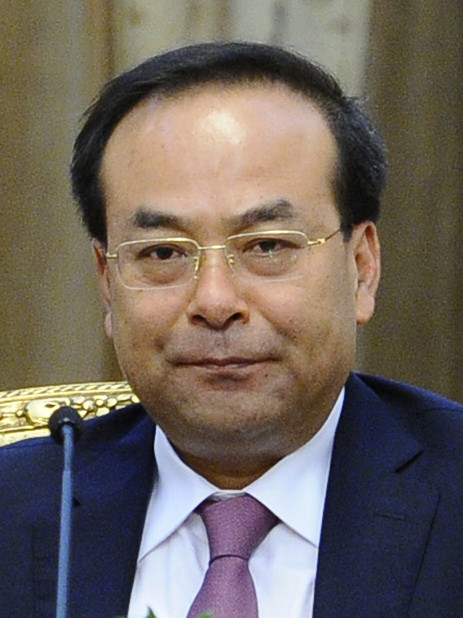
Sun Zhengcai, 2014

Sun Zhengcai  (chinesisch 孙政才; * 25. September 1963 in Rongcheng, Provinz Shandong) ist ein chinesischer Politiker der Kommunistischen Partei Chinas (KPCh), der unter anderem Mitglied des Politbüros des ZK der KPCh war. Von November 2012 bis Juli 2017 war er Parteisekretär der regierungsunmittelbaren Stadt Chongqing.

## Leben
Sun Zhengcai, der zu den Han-Chinesen gehört, trat 1988 der KPCh bei, absolvierte ein Studium der Agrarwissenschaften und erwarb in diesem Fach einen Doktortitel. 2002 wurde er Generalsekretär der Stadtrates von Peking und Mitglied des Ständigen Ausschusses des Stadtrates und übte diese Funktionen bis 2006 aus. Daneben war er zwischen 2002 und 2006 Sekretär der KP-Stadtbezirksleitung des Pekinger Stadtbezirks Shunyi sowie in Personalunion Vorsitzender der Volksregierung von Shunyi.
Als Nachfolger von Du Qinglin wurde Sun Zhengcai im Dezember 2006 Landwirtschaftsminister und zugleich Sekretär der KP-Parteiorganisation des Ministeriums und bekleidete beide Ämter bis zu seiner Ablösung durch Han Changfu im Dezember 2009 aus. Auf dem XVII. Parteitag 2007 wurde er erstmals zum Mitglied zum Zentralkomitee der Kommunistischen Partei Chinas gewählt und gehört diesem seither an. Im Dezember 2009 löste er Wang Min als Sekretär der KP-Provinzleitung der Provinz Jilin ab und verblieb in dieser Funktion bis ihn Wang Rulin im Dezember 2012 ablöste. Zugleich fungierte er von 2010 bis 2012 als Vorsitzender des Ständigen Ausschusses des Volkskongresses der Provinz Jilin.
Auf dem XVIII. Parteitag 2012 wurde Sun Zhengcai schließlich Mitglied des Politbüro der Kommunistischen Partei Chinas. Im November 2012 löste er Zhang Dejiang als Sekretär der KP-Stadtleitung der regierungsunmittelbaren Stadt Chongqing ab. Am 15. Juli 2017 wurde Sun Zhengcai als Parteichef abgesetzt. Sein Nachfolger wurde Chen Min’er. Sun galt bis zu diesem Zeitpunkt als ein Kandidat mit hohen Chancen am XIX. Parteitag in den ständigen Ausschuss des Politbüros gewählt zu werden.

## Verfahren wegen Korruptionsverdacht
Am 24. Juli 2017 gab die Nachrichtenagentur Xinhua bekannt, dass die Zentrale Disziplinarkommission der KPCh ein Verfahren gegen Sun wegen „Verdachts schwerer Verstösse gegen die Parteidisziplin“, eine Umschreibung des Tatbestandes der Korruption, eingeleitet habe. Sun Zhengcai gehört zu höchsten Parteikadern, gegen die im Rahmen der Antikorruptionskampagne unter Xi Jinping bisher ermittelt wurde. Er ist erst das vierte amtierende Mitglied des Politbüros der KPCh und der zweite Parteichef aus Chongqing neben Bo Xilai, der in den letzten 20 Jahren aus seinem Amt entfernt wurde.
Im Mai 2018 wurde er zu lebenslänglicher Haft verurteilt.